# Goffredo II d'Angiò
Goffredo, detto Martello, in francese Geoffroy (Gaufridus ou Goffredus) II, dit Martel (14 ottobre 1006 – Angers, 14 novembre 1060), fu conte di Vendôme dal 1032 al 1056, poi conte di Angiò dal 1040 e infine conte di Tours dal 1044 fino alla sua morte.

## Origine
Come ci viene confermato dai documenti n°I e n° VI del Cartularium monasterii Beatæ Mariæ Caritatis Andegavensis, Archives d'Anjou, era l'unico figlio maschio del quarto conte d'Angiò, Folco III Nerra o "il Nero" e di Ildegarda, di cui non si conosce gli ascendenti, ma sicuramente originaria della Lotaringia; sulle origini di Ildegarda furono formulate varie ipotesi:
- discendente dai conti di Sundgau,
- discendente dai conti di Nordgau,
- figlia del duca dell'Alta Lotaringia, Teodorico I e di Richilde di Metz.

Secondo il documento n° XXII del Cartulaire noir de la cathédrale d'Anger, Folco III Nerra o "il Nero", nel 1020, fece una donazione in suffragio dei propri genitori (pro anima patris mei Gauffredi et matris Adelæ), che erano il terzo Conte di Angiò e conte di Chalon, Goffredo I Grisegonelle (938 circa - 21 luglio 987) e di Adele di Troyes (ca. 950 - † 974), figlia di Roberto di Vermandois, conte di Meaux e di Troyes, e d'Adeliaide (930/5- dopo l'agosto 967), figlia di Giselberto di Châlon e di Ermengarda, figlia di Riccardo di Autun e sorella di Ugo il Nero, come confermato dal Cartulaire de l'abbaye de Montiéramey.

## Biografia
La data di nascita di Goffredo,14 ottobre 1006, è riportata dal Chronicon Vindocinense (MVI - Gosfridus comes natus est II Idus Octobris) e dal Chronico Andegavensi (MVI . Gosfridus Martellus comes natus est pridie Idus Octobris), mentre secondo il documento n° 1 dell Cartulaire de l'abbaye de Saint-Aubin d'Angers, Tome I, era nato nel 1007.
Il documento n° I del Cartularium monasterii Beatæ Mariæ Caritatis Andegavensis, Archives d'Anjou, cita anche Goffredo Martello, assieme a suo padre, Folco III, e a sua madre, Ildegarda, quando fondarono il monastero della Beatæ Mariæ Caritatis Andegavensis, mentre il documento n° VI dello stesso Cartularium lo cita anche quando fecero una donazione al monastero de La Charité Sainte-Marie d´Anjou.
Nel 1032, la sua sorellastra, Adele († 1035 circa), che,da quattro anni era contessa di Vendôme, dopo la morte del figlio primogenito, Burcardo, conte di Vendôme, assieme al proprio figlio, Folco l'Oison, chiese l'aiuto di Goffredo, contro le prevaricazioni del figlio, Folco l'Oison, in cambio della sua metà della contea, ma Goffredo II Martello, vedendo che Folco l'Oison, continuava a comportarsi male verso la madre, si appropriò dell'intera contea di Vendôme.
In quello stesso 1032, il 31 gennaio, Goffredo aveva sposato Agnese di Borgogna (995-1067), come riportato dal Chronico Sancti Michaelis in periculo maris, dal Chronicæ sancti Albini Andegavensis e dal Chronica sancti Sergii Andegavensis; Agnese di Borgogna, secondo il monaco cluniacense e cronista medievale, Rodolfo il Glabro, era figlia del conte di Borgogna e duca di Borgogna Ottone I Guglielmo di Borgogna (962–1026) e della contessa di Mâcon, Ermentrude di Roucy (ca. 950– ca. 1003), figlia di Ragenoldo Conte de Roucy e, secondo il continuatore del cronista Flodoardo, di Alberada di Lotaringia, che a sua volta era figlia di Gerberga di Sassonia.
Agnese di Borgogna, che, da due anni era vedova di il Duca d'Aquitania e conte di Poitiers, Guglielmo il Grande, lasciò l'Aquitania e si trasferì, coi figli, presso la corte d'Angiò, anche se la chiesa riteneva questo matrimonio incestuoso (come riporta lo storico francese, Alfred Richard, nel suo Les comtes de Poitou, tome I).
Comunque Agnese fece pressione sul marito perché combattesse il nuovo duca d'Aquitania, Guglielmo il Grosso, figlio di primo letto di Guglielmo V, e, nel 1033, secondo il Richard Goffredo Martello condusse le sue truppe nel Poitou, dirigendosi su Poitiers; lo scontro avvenne il 20 settembre 1033, e, come ci conferma anche il Chronicæ sancti Albini Andegavensis, Guglielmo il Grosso fu fatto prigioniero da Goffredo Martello nella battaglia di Mont-Couer, nei pressi di Taizé.
Guglielmo il Grosso, sempre secondo il Richard fu liberato solo tre anni dopo dietro al pagamento di un cospicuo riscatto, senza però cedere alcun territorio.
In quegli stessi anni, la rivalità tra Goffredo e suo padre, Folco III Nerra, fu tanto grande che si arrivò alla guerra (secondo il Richard, Guglielmo il Grosso, dopo essere stato liberato, si astenne dall'intervenire nella guerra che si era scatenata tra Goffredo Martello e suo padre) e Goffredo fu sconfitto dal padre, nel 1039; dopo la sconfitta, Goffredo Martello fu costretto dal padre, a percorrere parecchie miglia con una sella sulla schiena e quando Folco Nerra lo vide strisciare verso di lui, lo respinse con un piede lanciando un urlo di vittoria.
Alla morte di Guglielmo il Grosso, senza eredi, nel 1038, duca d'Aquitania divenne il fratellastro, il duca di Guascogna, Oddone o Eudes, figlio di secondo letto di Guglielmo V e di Brisca (o Sancha) di Guascogna, figlia del duca Guglielmo I di Guascogna. Goffredo Martello aiutò il figliastro, Pietro, ormai maggiorenne, a sfidare il fratellastro, nuovo duca d'Aquitania, fomentando la ribellione in Aquitania.
Per sedare la rivolta, all'inizio del 1039, Oddone, dalla Guascogna si mosse verso il Poitou con un piccolo contingente, ma fu affrontato dal signore di Mauzé, Guglielmo il Bastardo, dove si accese una battaglia in cui Oddone morì.
Essendo Oddone senza eredi, il fratellastro Pietro gli succedette e assunse il nome di Guglielmo l'Ardito (Guglielmo VII d'Aquitania e Guglielmo V di Poitiers).
Nel maggio 1040, Goffredo assieme alla moglie Agnese, fondò il monastero della Trinità a Vendôme.
Sempre in quell'anno, Goffredo Martello, alla morte di suo padre, Folco Nerra, il 21 giugno, divenne conte d'Angiò, come ci viene confermato dalla Chronica de Gesta Consulum Andegavorum, Chroniques d'Anjou (Folco Nerra morì a Metz, mentre rientrava in Angiò dal suo terzo pellegrinaggio in Terra santa..
In quegli anni il re di Francia Enrico I era in guerra contro la casa di Blois, e contro il conte Tebaldo III, si servì dell'aiuto del conte d'Angiò, Goffredo II Martello, concedendogli l'investitura della contea di Tours, a patto che la togliesse a Tebaldo.
Così Goffredo II Martello portò a termine la conquista della Turenna iniziata da suo padre, Folco III Nerra (Nel 1016, Folco Nerra aveva iniziato la politica di usurpazione e conquista della Turenna, infliggendo ad Oddone II di Blois una dura sconfitta a Pontlevoy. Folco continuò, per tutta la vita, la sua penetrazione in Turenna e la guerra contro il potente conte di Blois, come conferma anche il monaco e uno dei maggiori cronisti d'età medievale, Rodolfo il Glabro). Goffredo II Martello, ricevuta l'investitura da Enrico I, cinse d'assedio la città di Tours, dove accorse anche il fratello di Tebaldo III, Stefano II conte di Troyes nel vano tentativo do togliere il blocco alla città, ma Goffredo attaccò a Nouy, presso Saint-Martin-le-Beau, riportando una schiacciante vittoria e Tebaldo III, che era caduto prigioniero dovette cedere Tours e l'intera Turenna a Goffredo.
Tra il 1047 e il 1048, dato che il vescovo di Le Mans, Gervasio, aveva usurpato la tutela del giovane conte del Maine, Ugo IV, Goffredo intervenne occupando la contea. Ma il re di Francia Enrico I con l'aiuto del duca di Normandia, Guglielmo il Bastardo, nel 1048 compì una spedizione in Angiò, dove Guglielmo si distinse per valore e abilità strategica. Guglielmo proseguì la guerra contro il conte d'Angiò anche l'anno dopo, il 1049, dove, secondo The Gesta Guillelmi of William of Poitiers, Guglielmo sconfisse Goffredo Martello, a Mouliherne. E dopo due anni, ancora Guglielmo fermò Goffredo d'Angiò, che aspirava di togliere il Maine al Conte Eriberto II.
Nel gennaio 1049, Goffredo Martello, fece una donazione, assieme alla moglie, Agnese, al monastero della Trinità a Vendôme e, nel 1052, fece una donazione alla chiesa di San Nicola di Poitiers, sempre assieme alla moglie.
in quello stesso anno Goffredo Martello riuscì a farsi annullare il matrimonio per consanguineità. Il divorzio viene confermato (divortio autem facto inter Agnetem et comitum Gaufridum) dal documento LXXII del Cartulaire de l'abbaye de Saint-Aubin d'Angers, Tomes I, in cui la contessa Ildegarda, moglie del conte Folco IV d'Angiò, successore di Goffredo Martello, restituì una proprietà al monastero di Saint-Aubin d'Angers.
Dopo il matrimonio del duca di Normandia, Guglielmo con Matilde delle Fiandre (1032 - 1083), il re di Francia, Enrico I, temendo questa alleanza tra Normandia e Fiandre mutò la sua politica amichevole nei confronti di Guglielmo; infatti, fatta la pace col conte d'Angiò, Goffredo II Martello, insieme invasero la Normandia due volte, nel 1054 e ancora nel 1058, ma in entrambe le occasioni Goffredo ed Enrico subirono delle cocenti sconfitte: la prima volta a Mortemer non lontano da Aumale; la seconda a Varaville, presso la foce del Dives.
Nel frattempo, nel corso del 1056, Guglielmo era riuscito a riportare nel Maine il conte del Maine, Eriberto II, che si era rifugiato in Normandia, perché, qualche anno prima, era stato scacciato dalla sua contea da Goffredo II Martello d'Angiò. Goffredo riuscì ancora una volta a rioccupare Le Mans da dove fu cacciato nel 1057, e, siccome Eriberto II non aveva eredi, il duca di Normandia, Guglielmo stipulò un contratto di fidanzamento tra suo figlio (di pochi anni) Roberto e Margherita, la sorella di Eriberto, con la clausola che, alla morte di Eriberto II, sempre senza eredi, il futuro genero, Roberto avrebbe ereditato la contea.
Nel 1056, per l'intervento del re di Francia, Enrico I, Goffredo dovette restituire la contea di Vendôme al legittimo erede, il figlio di sua sorellastra Adele, Folco l'Oison, che dovette riconoscersi vassallo di Goffredo Martello.
Dopo la separazione di Agnese da Goffredo Martello, dato che quest'ultimo si era rifiutato di restituire al'ex figliastro, Guglielmo V di Poitiers o Guglielmo l'Ardito, i territori del ducato d'Aquitania che aveva sottratto a Guglielmo il Grosso, si giunse allo scontro armato: Goffredo Martello invase il Poitou e Guglielmo chiese ed ottenne la pace.
Secondo il Richard, la guerra riprese e, nel 1058, Guglielmo VII riuscì a sorprendere l'ex patrigno, Goffredo Martello, che fu costretto a rinchiudersi nel castello di Saumur, che fu messo sotto assedio da Guglielmo VII.
Guglielmo VII morì, di dissenteria, durante l'assedio di Saumur, in quello stesso anno, ed essendo senza eredi maschi, nei titoli gli subentrò il fratello, il duca di Guascogna, Guido Goffredo.
Nel 1060, secondo le Preuves de l'Histoire de l'abbaye royale et de la ville de Tournus Goffredo Martello con la quarta moglie, Adelaide (Adelaidis Teutonicæ) fu tra i cofondatori del priorato di Laudun, sotto la guida dell'abbazia di Tours.
Secondo la Chronica de Gesta Consulum Andegavorum, Chroniques d'Anjou Goffredo II Martello, sempre nel 1060, essendo ammalato, abbandonò i suoi titoli lasciandoli ai nipoti, il conte di Gâtinais, Goffredo III il Barbuto e suo fratello, Folco IV "il Rissoso", e, secondo la nota n° 3 del documento n° CXLIII del Cartulaire de l'abbaye cardinale de la Trinité de Vendôme, Tomes I, Goffredo Martello morì il 14 novembre 1060, nel monastero che lui aveva fondato (Abbaye Saint-Nicolas d'Angers), dove era stato assistito durante la sua malattia e dove aveva indossato l'abito monacale, assistito dal nipote, Folco "il Rissoso", mentre suo successore fu Goffredo III il Barbuto, mentre secondo le Chronicæ sancti Albini Andegavensis, Chroniques des Eglises d'Anjou Goffredo Martello mori il 14 novembre 1061 e gli successe il nipote, Folco IV "il Rissoso" ((MLXI - Obiit Gaufridus Martellus, XVIII Kalend.decembris, cui successit Fulgo cognominatus Rechin).
Dopo l'avvento al potere di Goffredo III il Barbuto si ebbe la ribellione di Goffredo di Pruliaco ed altri nobili, come ci narra la Ex Chronico Turonensi.

## Matrimoni e discendenza
Goffredo, secondo la Historia sancti Florentii Salmurensis, Chroniques des Eglises d'Anjou, ebbe quattro mogli: infatti, dopo il ripudio di Agnese di Borgogna sposò Grecia, che ripudiò per sposare Adele di Blois, che, poco dopo, ripudiò per riprendere la seconda moglie, Grecia, che ripudiò per la seconda volta, per sposare infine Adelaide:
- Agnese di Borgogna (995-1067), figlia del conte di Borgogna e duca di Borgogna Ottone I Guglielmo di Borgogna (962–1026) e della contessa di Mâcon, Ermentrude di Roucy[13] vedova di il Duca d'Aquitania e conte di Poitiers, Guglielmo il Grande
- Grecia (? - ?), di cui non si conoscono gli ascendenti, vedova di Berlay I († 1052 circa), signore di Montreuil, che si suppone fosse stata l'amante di Goffredo, prima della separazione da Agnese e durante gli ultimi anni di vita di Berlay, poi sposata, in terze nozze, dopo Adele di Blois; gli Obituaire de la Cathédrale d'Angers, al momento della sua morte definiscono Grecia moglie del conte d'Angiò, Goffredo Martello e, poi, suora (dopo essere stata ripudiata)[1]
- Adele di Blois (? - ?), che la nota n° 1 della Historia sancti Florentii Salmurensis, Chroniques des Eglises d'Anjou, cita come la figlia del conte Oddone (molto probabilmente Oddone II di Blois)[45]
- Adelaide († dopo il 1062), di cui non si conoscono gli ascendenti, e che viene citata (comitissae Adelaidis Teutonicæ) nelle Preuves de l'Histoire de l'abbaye royale et de la ville de Tournus col marito, Goffredo Martello tra ii cofondatori del priorato di Laudun, sotto la guida dell'abbazia di Tours[40]

Goffredo, nonostante i quattro matrimoni, non ebbe figli da nessuna delle quattro mogli..

### Fonti primarie
- (LA)  Monumenta Germaniae Historica, Scriptores, tomus XXIII.
- (LA)  Cartulaire noir de la cathédrale d'Anger.
- (LA)  Rerum Gallicarum et Francicarum Scriptires, tomus X.
- (LA)  Rerum Gallicarum et Francicarum Scriptires, tomus XII.
- (LA)  Cartulaire de l'abbaye de Saint-Aubin d'Angers, tomus I.
- (LA)  Chronicæ sancti Albini Andegavensis, Chroniques des Eglises d'Anjou.
- (LA)  Ademarus Engolismensis Historiarum Libri Tres.
- (LA)  #ES Chroniques des comtes d´Anjou et des seigneurs d´Amboise.
- (LA)  Rodulfi Glabri Historiarum Libri Quinque.
- (LA)  Cartulaire de l'abbaye cardinale de la Trinité de Vendôme, Tome I.
- (LA)  Cartulaire de l'abbaye cardinale de la Trinité de Vendôme, Tome IV.
- (LA)  Chroniques des Eglises d´Anjou.
- (LA)  Cartulaire de Château-du-Loir, Archives historiques du Maine Tome VI.
- (LA)  Histoire de l'abbaye royale et de la ville de Tournus avec Preuves.

### Letteratura storiografica
- Louis Halphen, "La Francia dell'XI secolo", cap. XXIV, vol. II (L'espansione islamica e la nascita dell'Europa feudale) della Storia del Mondo Medievale, 1999, pp. 770–806.
- William John Corbett, "L'evoluzione del ducato di Normandia e la conquista normanna dell'Inghilterra", cap. I, vol. VI (Declino dell'impero e del papato e sviluppo degli stati nazionali) della Storia del Mondo Medievale, 1999, pp. 5–55.
- (LA)  Marchegay, P. e Salmon, A., Chroniques d'Anjou Tomo I.
- (LA)  Latouche, R. (1910) Histoire du comté du Maine pendant le X et le XI siècle.
- (FR)  Les Seigneurs du Maine: La deuxième Maison du Maine.
- (FR)  Alfred Richard, Les comtes de Poitou, tome I,.